# Cap Tourmente National Wildlife Area
Het Cap Tourmente National Wildlife Area (Frans: Réserve nationale de faune du Cap-Tourmente) is een beschermd natuurgebied in Canada, gelegen aan de noordelijke kust van de rivier de Saint Lawrence in de provincie Quebec.
Het gebied is opgericht op 28 april 1978. Het is onder andere het leefgebied van de sneeuwgans tijdens hun migratie. Elk voorjaar en najaar strijken er tienduizenden van deze vogels neer in het gebied.
Het moerasland in het gebied werd in 1981 door de Conventie van Ramsar erkend als van internationaal belang.

## Afbeeldingen

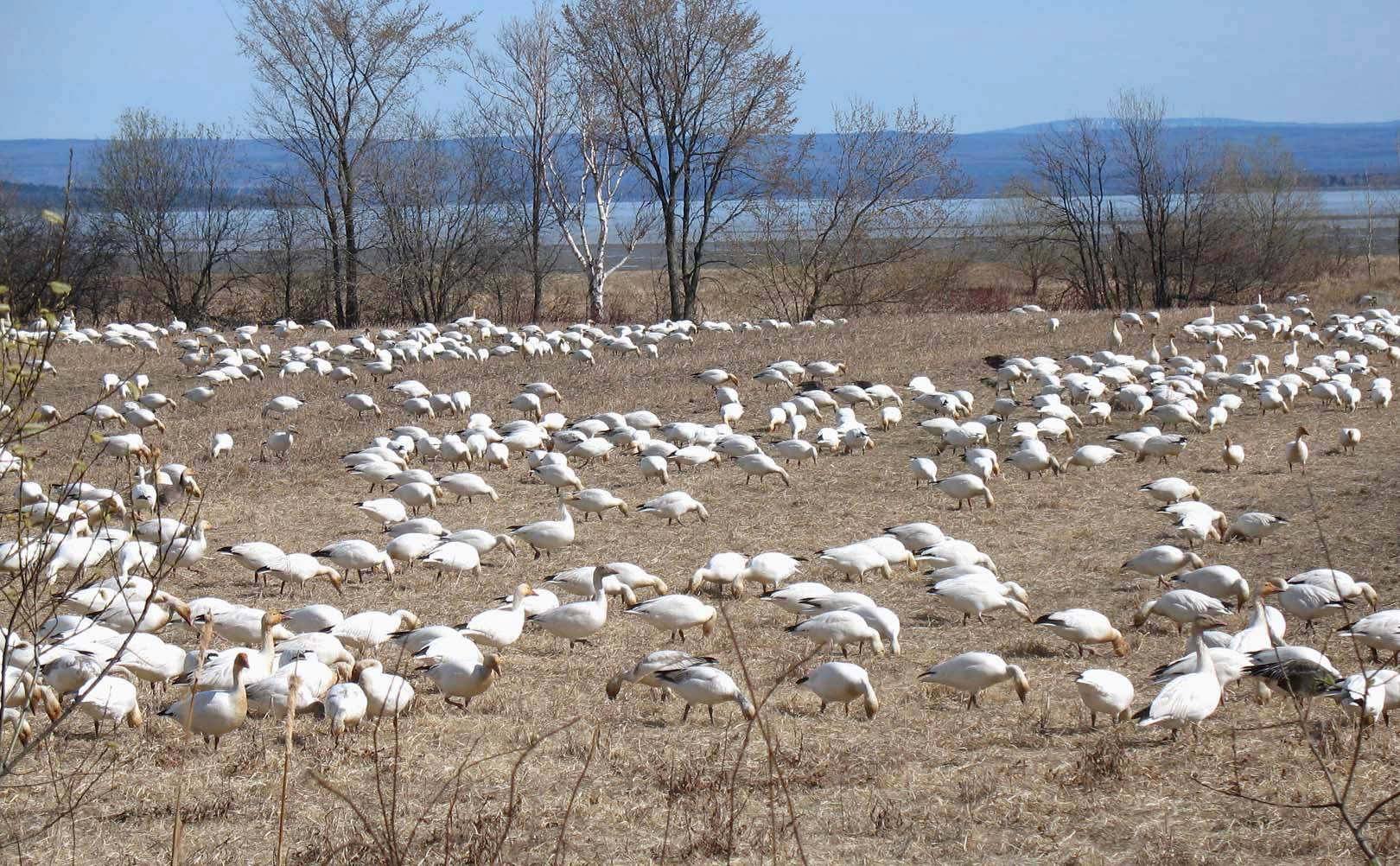
Sneeuwganzen